# Vua tiếng Việt (mùa 4)
Mùa thứ tư của chương trình Vua tiếng Việt do Đài Truyền hình Việt Nam sản xuất, được phát sóng vào lúc 21:00 thứ sáu hàng tuần trên kênh VTV3 từ ngày 14 tháng 3 năm 2025.

## Luật chơi
4 người chơi tham gia chương trình trong mỗi tập sẽ phải trải qua 4 vòng thi để giành được phần thắng chung cuộc; sau mỗi vòng, người có số điểm thấp nhất sẽ bị loại. Điểm số không được cộng dồn qua các vòng mà được đặt lại về 0 khi bắt đầu mỗi vòng mới.

### Vòng 1: Phản xạ
Mỗi thí sinh sẽ lần lượt tham gia theo thứ tự được xác định ngẫu nhiên bằng đèn hiệu trên sân khấu. Thí sinh có 90 giây để trả lời một bộ câu hỏi gồm 14 câu với các yêu cầu khác nhau (chọn từ đúng chính tả; ghép các chữ cái thành một từ/cụm từ hoàn chỉnh; đếm số danh từ/động từ/tính từ, đếm số lỗi sai chính tả; viết lại từ; điền từ trong câu ca dao/tục ngữ; điền một chữ vào từ; xác định chữ cái;...). Mỗi câu trả lời đúng sẽ được tính 1 điểm. Thí sinh có quyền trả lời nhiều lần, nhưng nếu bỏ qua sẽ không thể quay lại các câu hỏi trước đó. Phần chơi sẽ kết thúc khi hết giờ hoặc khi hoàn thành tất cả 14 câu.
Trong trường hợp có nhiều thí sinh bằng điểm nhau và thấp điểm nhất, họ sẽ phải tham gia phần Câu hỏi phụ (theo cách thức chơi của vòng Phản xạ, không tính thời gian và không tính điểm) để xác định những người được đi tiếp. Thí sinh bấm chuông để trả lời, nếu đúng sẽ được vào vòng 2. Việc này sẽ lặp lại cho đến khi chỉ còn 1 người, và người đó sẽ bị loại. Số câu hỏi phụ bằng số thí sinh phải tham gia trừ đi 1.

### Vòng 2: Giải nghĩa
Ba thí sinh vượt qua vòng 1 sẽ thay phiên nhau thực hiện các vai trò sau: một người miêu tả một từ do MC chọn trong từ điển, hai người còn lại đoán. Người miêu tả sẽ có một ít thời gian (thường khoảng 7-10 giây) để xem trước từ được chỉ định trong từ điển, sau đó sẽ có 60 giây để mô tả từ đó (không được dùng ngôn ngữ cơ thể). Chỉ khán giả truyền hình, MC và người miêu tả mới biết từ cần đoán. Hai thí sinh còn lại bấm chuông để giành quyền trả lời (không giới hạn lượt bấm). Nếu trả lời sai, người miêu tả vẫn tiếp tục diễn tả từ được yêu cầu cho đến khi hết giờ hoặc có người trả lời đúng, khi đó cả người miêu tả và thí sinh trả lời đúng sẽ được cộng một số điểm tương ứng như sau:
- Trong 15 giây đầu tiên: 4 điểm
- Từ giây thứ 16 đến 30: 3 điểm
- Từ giây thứ 31 đến 45: 2 điểm
- Từ giây thứ 46 đến 60: 1 điểm
- Sau giây thứ 60: 0 điểm

Người miêu tả sẽ bị coi là phạm quy nếu để lộ bất cứ phần tiếng nào có trong đáp án (kể cả chỉ nói ra phần nguyên âm, phần phụ âm hoặc dấu thanh), sử dụng từ của tiếng nước ngoài hoặc dùng ngôn ngữ cơ thể. Khi đó, từ đang được diễn tả sẽ được bỏ qua và thí sinh phải miêu tả một từ khác. Trường hợp thí sinh tiếp tục phạm quy ở từ này (hoặc bất kỳ thí sinh nào khác phạm quy ở các từ sau đó), những từ này đều được tính là 0 điểm.
Mỗi thí sinh có hai lượt miêu tả, cứ sau mỗi hai từ thì phần miêu tả sẽ được chuyển cho người chơi kế tiếp (theo thứ tự chữ cái trong tên). Sau 6 từ (không bao gồm những từ phạm quy), người có số điểm thấp nhất sẽ bị loại.
Trong trường hợp có hai thí sinh bằng điểm nhau và thấp điểm nhất, họ sẽ phải đoán một từ phụ theo luật gốc do người còn lại miêu tả (không tính thời gian và tính điểm) để xác định người được đi tiếp. Nếu cả ba người có điểm số bằng nhau, họ sẽ phải tham gia một vòng chơi phụ, trong đó số điểm sẽ được đặt lại và mỗi người sẽ chỉ diễn tả một từ duy nhất; người có ít điểm nhất sau vòng phụ sẽ bị loại.

### Vòng 3: Xâu chuỗi
Hai thí sinh phải sắp xếp các từ đã được đảo thứ tự trước đó để tạo thành một câu đúng và có nghĩa, so với đáp án của chương trình, với tối đa 9 câu hỏi. Ở mỗi câu, thí sinh bấm chuông để giành quyền trả lời trong thời gian 30 giây (không giới hạn số lượt trả lời), trả lời đúng sẽ được 1 điểm. Phần thi này sẽ kết thúc theo một trong bốn trường hợp sau:
- Một thí sinh đạt 5 điểm trước tiên, người đó sẽ thắng ngay lập tức;
- Không ai đạt 5 điểm sau 9 câu, khi đó người đạt nhiều điểm hơn (ví dụ: 3–2, 4–3,...) sẽ thắng;
- Hai thí sinh bằng điểm nhau sau 9 câu hỏi chính, người trả lời đúng câu hỏi phụ (cũng là một dãy từ; không tính thời gian và không tính điểm) trước sẽ thắng;
- Một thí sinh dẫn trước với cách biệt lớn đến mức người còn lại không thể cân bằng được ở các câu hỏi còn lại (ví dụ: A được 1 điểm và B được 4 điểm sau 7 câu hỏi, B thắng vì A chỉ có thể ghi được thêm tối đa 2 điểm).

Thí sinh chiến thắng ở vòng này sẽ lọt vào vòng cuối cùng, người còn lại sẽ bị loại.

### Vòng 4: Soán ngôi
Người chơi vượt qua vòng 3 phải trả lời tất cả 8 câu hỏi, trong đó đáp án được đưa ra dưới dạng một ô chữ hàng ngang. Ở mỗi câu hỏi, thí sinh sẽ được phép lật mở một ô chữ bất kỳ, sau đó dựa trên gợi ý được cung cấp để đưa ra đáp án. Người chơi có quyền đưa ra các đáp án liên tục cho đến khi đáp án đúng được ghi nhận hoặc hết giờ.
Với mỗi câu hỏi:
- Trả lời đúng trong 15 giây đầu tiên: Người chơi giành được số tiền thưởng tương ứng của câu hỏi đó.
- Trả lời đúng trong từ giây thứ 16 đến 30: Người chơi chỉ được một nửa số tiền của câu hỏi.
- Sau 30 giây: Người chơi sẽ phải dừng phần thi và ra về với số tiền tương ứng khi đó (theo cơ cấu tiền thưởng trong bảng dưới).[1]

Kể từ câu thứ 4, người chơi có quyền dừng cuộc chơi bất cứ lúc nào trước khi câu hỏi tiếp theo được đưa ra để bảo toàn số tiền hiện có.
Nếu vượt qua cả 8 câu hỏi, người chơi sẽ ngay lập tức trở thành "Vua tiếng Việt" và nhận phần thưởng tối đa 320 triệu đồng, đồng thời được sở hữu nhẫn thách đấu vĩnh viễn. 
| Câu hỏi | Số chữ cái | Giá trị tiền thưởng nếu...          | Giá trị tiền thưởng nếu...           | Giá trị tiền thưởng nếu...       |
| Câu hỏi | Số chữ cái | Trả lời đúng trong 15 giây đầu tiên | Trả lời đúng trong 15 giây tiếp theo | Không có đáp án đúng sau 30 giây |
| ------- | ---------- | ----------------------------------- | ------------------------------------ | -------------------------------- |
| 8       | 9          | 320.000.000 đồng                    | 160.000.000 đồng                     | 10.000.000 đồng                  |
| 7       | 7          | 160.000.000 đồng                    | 80.000.000 đồng                      | 5.000.000 đồng                   |
| 6       | 7          | 80.000.000 đồng                     | 40.000.000 đồng                      | 5.000.000 đồng                   |
| 5       | 7          | 40.000.000 đồng                     | 20.000.000 đồng                      | 5.000.000 đồng                   |
| 4       | 5          | 20.000.000 đồng                     | 10.000.000 đồng                      | 0 đồng                           |
| 3       | 5          | 10.000.000 đồng                     | 5.000.000 đồng                       | 0 đồng                           |
| 2       | 3          | 5.000.000 đồng                      | 2.500.000 đồng                       | 0 đồng                           |
| 1       | 3          | 1.000.000 đồng                      | 500.000 đồng                         | 0 đồng                           |

## Các tập phát sóng
| Tập | Ngày phát sóng   | Thí sinh            | Thí sinh             | Thí sinh            | Thí sinh                 | Số tiền chung cuộc |
| Tập | Ngày phát sóng   | Bị loại ở vòng 1    | Bị loại ở vòng 2     | Bị loại ở vòng 3    | Tham gia vòng Soán ngôi  | Số tiền chung cuộc |
| --- | ---------------- | ------------------- | -------------------- | ------------------- | ------------------------ | ------------------ |
| 1   | 14 tháng 3, 2025 | Nguyễn Đức Hiếu     | Trần Thị Hiền        | Nguyễn Thị Mỹ Hiền  | Hồ Trung Hiếu            | 5.000.000 đồng     |
| 2   | 21 tháng 3, 2025 | Lê Thùy Linh        | Nguyễn Nhật Nam      | Đặng Hương Giang    | Đoàn Minh Hoàng          | 40.000.000 đồng    |
| 3   | 28 tháng 3, 2025 | Nguyễn Thị Việt Anh | Phạm Thị Bích Ngọc   | Đào Thế Dũng        | Đặng Việt Anh            | 0 đồng             |
| 4   | 4 tháng 4, 2025  | Vũ Hồng Quân        | Nguyễn Kiều My       | Lê Huyền Thanh      | Lê Hoài Nam              | 5.000.000 đồng     |
| 5   | 11 tháng 4, 2025 | Hoàng Hà Phi        | Phạm Đức Thế Anh     | Bùi Thị Quỳnh       | Nguyễn Thanh Hà          | 20.000.000 đồng    |
| 6   | 18 tháng 4, 2025 | Đỗ Mạnh Sơn         | Phạm Thị Thảo        | Trần Anh Tuấn       | Nguyễn Thúy Nga          | 0 đồng             |
| 7   | 25 tháng 4, 2025 | Phan Thị Quỳnh Nga  | Ngô Thị Hải Vân      | Hoàng Tuấn Trường   | Lê Huyền Linh            | 0 đồng             |
| 8   | 2 tháng 5, 2025  | Trần Phương Lan Anh | Bùi Lê Cẩm Tú        | Đào Tạ Hoàng Dương  | Kim Thiên Thiên Anh Dũng | 0 đồng             |
| 9   | 9 tháng 5, 2025  | Vũ Ngọc Luận        | Lê Thị Thanh Ni      | Nông Thị Quỳnh Anh  | Lê Phi Long              | 40.000.000 đồng    |
| 10  | 16 tháng 5, 2025 | Lê Xuân Trường      | Nguyễn Thị Tuyết Lan | Trịnh Thị Nghị      | Hoàng Mai Anh            | 0 đồng             |
| 11  | 23 tháng 5, 2025 | Chu Thị Kim Loan    | Phạm Minh Tuấn       | Cao Minh Ngọc       | Nguyễn Thị Thanh Mai     | 0 đồng             |
| 12  | 30 tháng 5, 2025 | Hoàng Thị Ánh Len   | Hoàng Mỹ Hương       | Nguyễn Gia Cát Long | Nguyễn Văn Phương        | 0 đồng             |
| 13  | 6 tháng 6, 2025  | Lê Linh Nga         | Trần Huyền My        | Bùi Xuân Lâm        | Bùi Đức Long             | 0 đồng             |
| 14  | 13 tháng 6, 2025 | Nguyễn Thị Hồng Vân | Nguyễn Thị Hằng      | Nguyễn Phú Tuấn     | Nguyễn Khắc Thuận        | 40.000.000 đồng    |
| 15  | 20 tháng 6, 2025 | Bùi Văn Thuật       | Đinh Thị Nguyên      | Bùi Thiên Hương     | Ngô Quốc An              | 5.000.000 đồng     |
| 16  | 27 tháng 6, 2025 | Trần Thị Thoa       | Trần Hồng Quân       | Ngô Quang Hưng      | Mai Thị Hải Châu         | 0 đồng             |
| 17  | 4 tháng 7, 2025  | Nguyễn Hà Thu       | Vũ Thị Thu Hiền      | Cấn Vũ Hà Sơn       | Hoàng Trọng Sang         | 320.000.000 đồng   |
| 18  | 11 tháng 7, 2025 | Lục Quang Huy       | Phan Việt Quang      | Nguyễn Thu Hà       | Lê Ngọc Mai              | 0 đồng             |
| 19  | 18 tháng 7, 2025 | Đoàn Lam Ngọc       | Lê Tuấn Anh          | Nguyễn Thị Hà Oanh  | Hoàng Ngọc Anh           | 0 đồng             |
| 20  | 25 tháng 7, 2025 | Nguyễn Duy Giáp     | Phùng Văn Đông       | Lê Thị Anh          | Phạm Thị Ngọc Thanh      | 40.000.000 đồng    |
| 21  | 1 tháng 8, 2025  | Nguyễn Văn Tùng     | Nguyễn Thu Hằng      | Trần Thanh Huyền    | Phùng Lê Duy             | 5.000.000 đồng     |
| 22  | 8 tháng 8, 2025  | Dương Thế Vinh      | Trì Linh Phụng Châu  | Hoàng Thị Hương     | Trần Văn Thể             | 0 đồng             |
| 23  | 15 tháng 8, 2025 | Nguyễn Tuấn Minh    | Nguyễn Thị Thơ       | Trần Thùy Linh      | Tạ Đức Nhân              | 5.000.000 đồng     |
| 24  | 22 tháng 8, 2025 |                     |                      |                     |                          |                    |